# Nature Materials
A Nature Materials egy 2002-es alapítású lektorált fizikai és kémiai szakfolyóirat, mely bár a Nature szakfolyóirat-család tagja, önálló szerkesztőséggel rendelkezik. Kiadója a Nature Publishing Group, mely a folyóiratot havonta adja közre. A nanotechnológia témakörével kapcsolatos folyóiratok közül a 2015-ös adatok alapján a Nature Nanotechnology rendelkezett a legjobb tudománymetrikai mutatókkal.

## Tartalma
A folyóiratban jellemzően az alábbi témakörökkel kapcsolatos cikkeket jelentetnek meg:
- Szerkezeti anyagok (fémek, ötvözetek, kerámiák, kompozitok)
- Szerves és lágy anyagok (üvegek, kolloidok, folyadékkristályok, polimerek)
- Bioinspirált, orvosbiológiai és biomolekuláris anyagok
- Optikai, fotonikus és optoelektronikai anyagok
- Mágneses anyagok
- Elektronikai anyagok
- Szupravezető anyagok
- Katalizátorok és elválasztóanyagok
- Energetikai célú anyagok
- Nanoszerkezetű anyagok és eljárások
- Anyagok elméleti modelljei és számításai
- Felületfizika és vékonyrétegek
- Anyagok tervezési, előállítási, megmunkálási, és vizsgálati módszerei

## Tudománymetrikai adatai
| Mérőszám                                                | 2015     |
| ------------------------------------------------------- | -------- |
| Összes publikáció                                       |          |
| Impaktfaktor (hatástényező)                             | 38,891   |
| Az impaktfaktor ötéves átlaga (five-year impact factor) | 45,772   |
| Közvetlenségi index (immediacy index)                   | 8,565    |
| Az idézések felezési ideje (cited half-life)            |          |
| EigenFactor-pontszám                                    | 0,207990 |
| A cikkek hatása (Article Influence Score)               | 19,181   |
| CiteScore                                               |          |
| (Source-Normalized Impact per Page, SNIP)               |          |
| SCImago-rang                                            | 21,395   |
| H-index                                                 | 313      |
| 1. 2. 3. 4. 5. 6. 7. 8.                                 |          |